# Zieria murphyi
Zieria murphyi är en vinruteväxtart som beskrevs av William Faris Blakely. Zieria murphyi ingår i släktet Zieria och familjen vinruteväxter. Inga underarter finns listade i Catalogue of Life.